# Радченко, Дмитрий Леонидович
Дми́трий Леони́дович Ра́дченко (род. 2 декабря 1970, Ленинград) — советский и российский футболист, нападающий. Мастер спорта СССР (1990). Игрок сборных СССР и России. Участник чемпионата мира 1994 года.

## Биография
Воспитанник ленинградской СДЮШОР «Смена». В 1991 году пришёл в «Спартак» из «Зенита», сразу завоевав место в основе клуба. В конце 1991 года в игре против АЕКа получил перелом ноги, после чего полгода восстанавливался.
В 1993 году уехал вместе с Дмитрием Поповым в Испанию играть за «Расинг». Как заявлял Радченко, переход случился для него неожиданно — в августе 1993 года вместе с командой он прилетел на несколько матчей в Испанию, а в аэропорту узнал, что теперь игрок «Расинга». После кратковременного возвращения в Москву уехал в Сантандер. Контракт с игроком был заключён на 4 года.
В Испании познакомился с новым партнёром Андреем Зыгмантовичем и гандболистами — Михаилом Якимовичем, Юрием Нестеровым, Талантом Дуйшебаевым. Все они сдружились семьями и много времени проводили вместе.
В течение двух сезонов ярко играл и много забивал и в сезоне 1995/96 перешёл в «Депортиво Ла-Корунья», с которым был заключён контракт до лета 1999 года.
В 1996 году отдан в аренду в «Райо Вальекано», поскольку главный тренер Джон Тошак не видел его в основе «Депортиво». В новой команде часто менялись тренеры, каждый из которых пытался найти Радченко новую позицию на поле.
Не попал в заявку на чемпионат Европы 1996 года из-за травмы ноги.
В сезоне 2001/02 играл за хорватский «Хайдук». С сезона 2002/03 снова в Испании, играл в клубах низших лиг.
После завершения игровой карьеры занимается тренерской деятельностью, прошёл обучение в Испании. Работал в детской футбольной школе ФК «Депортиво». С 2010 года после окончания Высшей школы тренеров работает в Академии ФК «Зенит». В 2018 году работал тренером в «Ахмате» и «Зените-2».

### В сборной
28 июня 1994 года забил шестой гол (после пяти голов Олега Саленко) на 82-й минуте в ворота сборной Камеруна в матче 3-го тура группового этапа чемпионата мира-1994 в США.

## Достижения

### Командные
- Серебряный призёр чемпионата СССР: 1991
- Чемпион России: 1992, 1993
- Обладатель Кубка СССР: 1991/92
- Чемпион Японии: 1999
- Обладатель Кубка чемпионов Содружества: 1993 (4 игры, 3 гола)

### Личные
- В списке 33 лучших футболистов сезона в СССР (1): № 2 — 1991.